# 林大中
林大中（1131年—1208年），字和叔，婺州永康（今浙江省永康市）人。南宋大臣。

## 生平
林大中入太学，绍兴三十年（1160年）林大中进士中第，知抚州金谿县。州里督促交纳赋税非常急迫，林大中请宽延期限，州里不听，于是他上交委任状自劾归乡。后来担任太常寺簿。宋光宗受禅后，林大中担任监察御史。林大中上书请求规范祭祀何祭祀的祝词。一天，光宗御札给林大中，说上书言事发现纠察，应当遵守旧例。林大中说：“台臣不应当逾越职守，固然像圣上的训示，但是必须正直敢言，才算是称职。”转任殿中侍御史。
林大中奏言：“提拔斥退人才，应当看他志向的大体，不应当求全责备看他行事之小节。志向端正，虽小节可责，不失为君子；志向不正，虽小节可嘉，不失为小人。”又说：“今日之事，莫大于仇耻未复。此事不能完成，则这个意愿不可忘记。这个意愿存于心中，用来招揽天下之才，作天下之气，倡天下之义。此义明确，则事情条理可谈得上，治功可得以成功。”陈贾以静江守臣的身份入奏，林大中说他“用奸无知，曾经褒贬王淮，创立道学之目，暗中罢黜正人君子。如果允许入奏，必再留于朝中，好人听说了，纷纷离去，不是安定国家的办法。”命令于是中止。
绍熙二年（1191年）春，雷电交作，有旨意咨询时政缺失。林大中以事务多宫中作出，于是上疏：“仲春雷电，大雪继作，以事例推求，应该是阴气胜过阳气的明证。男为阳，女为阴，君子为阳，小人为阴。应该区别邪正，不要让小人得以离间君子。应该思考正大创始之道，不要让女人干涉政务。”
司谏邓驲以议论政事转任将作监，林大中说：“台谏以议论政事不合而调任，臣恐天下以陛下是不能容得不同意见。”林大中守侍御史兼侍讲。知潭州赵善俊按皇帝意图奏事，林大中上疏弹劾赵善俊，还说宗室赵汝愚贤能当召还。光宗听其言，召来赵汝愚而外任赵善俊。
当时江、淮、荆、襄为国家屏障，但是权任很轻。林大中说：“应该选择作风扎实又有材略的人，交给他们江、淮、荆、襄的重任。旧制河北、陕西分为四路，以文臣为大帅，武臣为副手。高宗中兴初年，沿江置制置使。自从秦桧罢黜三大将的兵权，专门任用武臣，而江东、荆、襄的帅臣不再领制置之职。应该按照旧制设立制置使，以诸将为副手，久任重权，则边防确立、国势声张。”
江、浙四路之民苦於折帛和买重赋税，林大中说：“有产则有税，对于税绢收取折帛，还有的可说，如果和买又折帛则对民众是双重危害。从咸平年间马元方建建议从春天预支本钱救济百姓困乏，至于夏秋让他们交纳，则是先支钱而后纳绢。其后则钱盐分别交纳，其后则直接从百姓那里收钱，现在又令纳折帛钱，以两缣折一缣的价值，大失立法初意。”朝廷因他的进言为减免了三年的税收。
马大同为户部，林大中弹劾他执法严峻。皇帝想要还他到其他部门，林大中说：“他曾经为刑部，本来就以严刻著称。”上章三次不报。又弹劾大理少卿宋之瑞，上奏四次，又不报。林大中因为进言不行，请求离去，改任吏部侍郎，推辞不任，于是林大中直宝谟阁，马大同、宋之瑞都去当地方官。
开始，占星者对朱熹说：“某星示变，正派人应验，莫非是林和叔？”从此，朱熹给朝士写信：“听说林和叔担任御史台说，无一事没有击中目标，离开朝廷一事，风义凛然，当从古人中来找他的精神。”给事中尤袤、中书舍人楼钥上疏：“林大中是言官，应当与被被他弹劾的人有所区别。”任命他知宁国府，又转任赣州。宋宁宗即位，召还，试任中书舍人，转任给事中，兼侍讲。知阁门事韩侂胄来拜见，林大中见他，没有别的话，暗中请私下结交，林大中笑着推辞，韩侂胄的怨恨从此开始。
当时吏部侍郎彭龟年弹劾韩侂胄，韩侂胄转一官与内祠，彭龟年转任焕章阁待制外任。林大中同中书舍人楼钥缴还奏章：“陛下礼遇旧僚，一旦登基，邀请询问不停。不到三个多月间，或死或贬，只有彭龟年一人还留着，现在又贬去，四方之人以为他直言获罪，恐怕有伤政体。而且一去一留，恩意不能平等。出朝的人越走越远，不再侍奉左右。留下的奉祠，也是召见无时。请留彭龟年参与经筵，而命韩侂胄外任，则事体公平，人无可言。”宁宗有旨：“彭龟年已为优待，韩侂胄本无过错。”林大中再奏：“彭龟年免职外任为优待，韩侂胄转任承宣使不是优待吗？如果说韩侂胄本无过错，则彭龟年上奏实出于爱君之心，岂能说是过错？彭龟年既以决定外任，韩侂胄难以独留，应该外任或外祠，以安慰公议。”宁宗不接受。
太府寺丞吕祖俭以上书弹劾韩侂胄，被贬到韶州，林大中上奏援救他。汪义端为御史，因为弹劾赵汝愚离职，这时韩侂胄援引他为右史，被林大中封驳。林大中改任吏部侍郎，不受，以焕章阁待制知庆元府。城南民田，潮水泛滥不能耕种，林大中捐公款买石头修筑，百姓没有劳役而获其利。庆元府有人说夜里有妖怪，林大中认为这必是狡猾的贼人所为，立刻捕拿处以黥刑，民情于是安定。请求奉祠，得准。给事中许及之缴奏驳斥，于是削职。后来提举冲佑观。请求退休，恢复原职。监宗御史林采弹劾，再次落职，不久又恢复原职。
林大中罢官归乡，屏居十二年，未尝以得失放在心上，在龟潭之上建园，客人到了，摘杞菊，钓溪鱼，饮酒赋诗，时事一句不谈。客人有人劝林大中给韩侂胄写信，林大中说：“吾为门下侍郎时，一句话承他的意，岂能闲居到今日？”客人说：“即使不求福，也能免祸。”林大中说：“福不是求到的，祸也不是怕就能免除的？”韩侂胄准备北伐，林大中说：“今日想要安民，非息兵不可；想要息兵，非去韩侂胄不可。”
韩侂胄被杀，宁宗召见林大中，落致仕，试任吏部尚书，林大中说：“吕祖俭得罪韩侂胄，死在瘴乡，虽然赠官，而公议没有满足。彭龟年面奏韩侂胄之过，朱熹弹劾韩侂胄窃弄权柄，都被中伤，降官夺职，最后老死，应该优加旌表。其他因议论韩侂胄获罪之人，希望按照轻重而表彰他们，来为获罪者伸冤。”除任端明殿学士、签书枢密院事。
嘉定改元，兼太子宾客。曾经议论讲和事，宁宗说：“朕不怕为民屈己，讲和之后，也想和卿等革除韩侂胄弊政，作做好国家的事。”林大中叩首：“陛下言及于此，是宗社生灵之福。”经常对亲近的人说：“我年近八十，岂能受的劳累，只以和议未成，想到自己接受圣训，以革除弊政作为经久之计。如果初心稍稍满足，即请求退休。”当年六月卒，时年七十八岁，赠资政殿学士、正奉大夫，谥正惠。
林大中清修寡欲，退让的样子就像不穿不了大衣服，但是遇事发作，凛然不可犯。从小力学，志向不凡。所著有奏议、外制、文集共三十卷。

## 延伸阅读
[在维基数据编辑]
 《宋史·卷393》，出自脱脱《宋史》